# Celtic Football Club
El Celtic de Glasgow (oficialment The Celtic Football Club; fins a l'any 1994 The Celtic Football and Athletic Company Ltd.) és un club de futbol escocès, fundat a Glasgow l'any 1888. Històricament el club ha aglutinat a la comunitat catòlica d'origen irlandès, i per aquest motiu manté una forta rivalitat esportiva i social amb el Glasgow Rangers. Aquests dos clubs han estat dominadors de la lliga, de la copa escocesa i de la copa de la Lliga que el Celtic ha aconseguit en 52, 40 i 20 ocasions respectivament. A nivell internacional, el Celtic va guanyar la Copa d'Europa de 1967, en una final guanyada pels Lleons de Lisboa.

## Història
El Celtic és considerat un dels equips més coneguts d'Europa i la seva rivalitat amb el Rangers és coneguda en tot el món. És l'equip dels que descendeixen dels immigrants irlandesos. El seu principal rival és el Glasgow Rangers, ja que el Celtic és l'equip tradicional dels catòlics i dels nacionalistes escocesos, davant del Rangers, que és el club dels protestants i els unionistes a Glasgow (escocesos amb sentiment britànic).
Els partits entre el Rangers i el Celtic són sempre importants. Aquests duels directes entre ells es coneixen amb el nom d'Old Firm (La gran empresa) i és que, al començament de segle els dirigents d'ambdós clubs forçaven la celebració d'un tercer partit (de desempat) a la temporada per a tornar a obtenir beneficis per la recaptació, ja que aquests partits són els més esperats pels afeccionats escocesos.
El Celtic juga els seus partits locals al Celtic Park, sovint anomenat Parkhead, pel districte on està situat, i té una capacitat per a 60,832 espectadors.
L'any 1892 el Celtic guanya la Copa d'Escòcia i a l'any següent guanya la seva primera lliga; durant aquestes èpoques, va dominar el campionat nacional. Això no obstant, el seu domini és interromput l'any de 1930 pel Rangers, equip que ara per ara duu la davantera com el club amb més títols de la Lliga d'Escòcia.
El seu moment més important va arribar l'any 1967 quan guanya la Copa d'Europa (coneguda en l'actualitat com a Lliga de Campions o UEFA Champions League) després de vèncer a l'Inter per 2 a 1. La final es va disputar a l'Estádio Nacional, convertint-se en el primer equip escocès a guanyar aquest títol, a més de ser l'únic club d'Escòcia que ha arribat a disputar la final. Aquell equip estava liderat pel capità Billy McNeill i per l'entrenador Jock Stein. Tots els jugadors eren originaris de Glasgow i van néixer en un radi de 30 milles al voltant de l'estadi. Aquell any va ser el més important del Celtic proclamant-se campió de la Lliga escocesa, la Copa d'Escòcia, la Copa de la Lliga, la Copa de Glasgow i la Copa d'Europa.
A més en aquest mateix any disputa la Copa Intercontinental, davant el Racing Club de Avellaneda, on va caure 1-0 en un partit desempat a l'estadi Centenario a Montevideo, Uruguai.
El 1970 el Celtic va arribar per segona vegada a la final de la Copa d'Europa però va perdre 2-1 davant el Feyenoord. La majoria dels campions de 1967 estaven encara a l'equip, molt veterans tots ells. Aquesta és una de les raons que atribueixen els seguidors a la derrota. Aquella final pas a la història per ser el partit de copa europea amb major nombre d'espectadors.
A nivell internacional, el Celtic torna a la final d'un torneig internacional l'any 2003 quan disputa la final de la Copa de la UEFA, però perd la final davant el Porto de José Mourinho per 3-2 a la pròrroga. Això no obstant, la final va ser important, ja que l'equip va obtenir el premi al joc net de la FIFA i la UEFA pel comportament dels afeccionats escocesos (es van desplaçar més de 80.000 seguidors).

## Jugadors

### Jugadors destacats
- Roy Aitken
- Bertie Auld
- Pat Bonner
- Artur Boruc
- Dedrick Boyata
- Tom Boyd
- Scott Brown
- Tommy Burns
- Jorge Cadete
- Stevie Chalmers
- John Clark
- Kris Commons
- Dennis Connaghan
- Jim Craig
- Pat Crerand
- Kenny Dalglish
- Jimmy Delaney
- Moussa Dembélé
- Odsonne Édouard
- Bobby Evans
- Fraser Forster
- Charlie Gallacher
- Patsy Gallacher
- Tommy Gemmell
- Craig Gordon
- Thomas Gravesen
- Leigh Griffiths
- John Guidetti
- John Hartson
- David Hay
- Andreas Hinkel
- Harry Hood
- John Hughes
- Mo Johnston
- Jimmy Johnstone
- Robbie Keane
- Roy Keane
- Paul Lambert
- Henrik Larsson
- Neil Lennon
- Bobby Lennox
- Mikael Lustig
- Lou Macari
- Willie Maley
- Joe McBride
- Brian McClair
- Aiden McGeady
- Danny McGrain
- Jimmy McGrory
- Jackie McNamara
- Billy McNeill
- Paul McStay
- Johan Mjällby
- Ľubomír Moravčik
- Bobby Murdoch
- Shunsuke Nakamura
- Charlie Nicholas
- Willie O'Neill
- William Orr
- Stilian 'Stan' Petrov
- Jimmy Quinn
- Georgios Samaras
- Ronnie Simpson
- Scott Sinclair
- Jock Stein
- Chris Sutton
- John Thomson
- Kieran Tierney
- Charlie Tully
- Virgil van Dijk
- Rudi Vata
- Jan Vennegoor of Hesselink
- Mark Viduka
- Maciej Żurawski

## Entrenadors
- Willie Maley (1897-1940)
- Jimmy McStay (1940-1945)
- Jimmy McGrory (1945-1965)
- Jock Stein (1965-1978)
- Billy McNeill (1978-1983)
- David Hay (1983-1987)
- Billy McNeill (1987-1991)
- Liam Brady (1991-1993)
- Lou Macari (1993-1994)
- Tommy Burns (1994-1997)
- Wim Jansen (1997-1998)
- Jozef Vengloš (1998-1999)
- John Barnes (1999-2000)
- Kenny Dalglish (2000)
- Martin O'Neill (2000-2005)
- Gordon Strachan (2005-2009)
- Tony Mowbray (2009-2010)
- Neil Lennon (2010-2014)
- Ronny Deila (2014-2016)
- Brendan Rodgers (2016-feb. 2019)
- Neil Lennon (feb. 2019-feb. 2021)
- John Kennedy (2021)
- Ange Postecoglou (juny 2021-)

## Palmarès
- Lligues d'Escòcia (55)

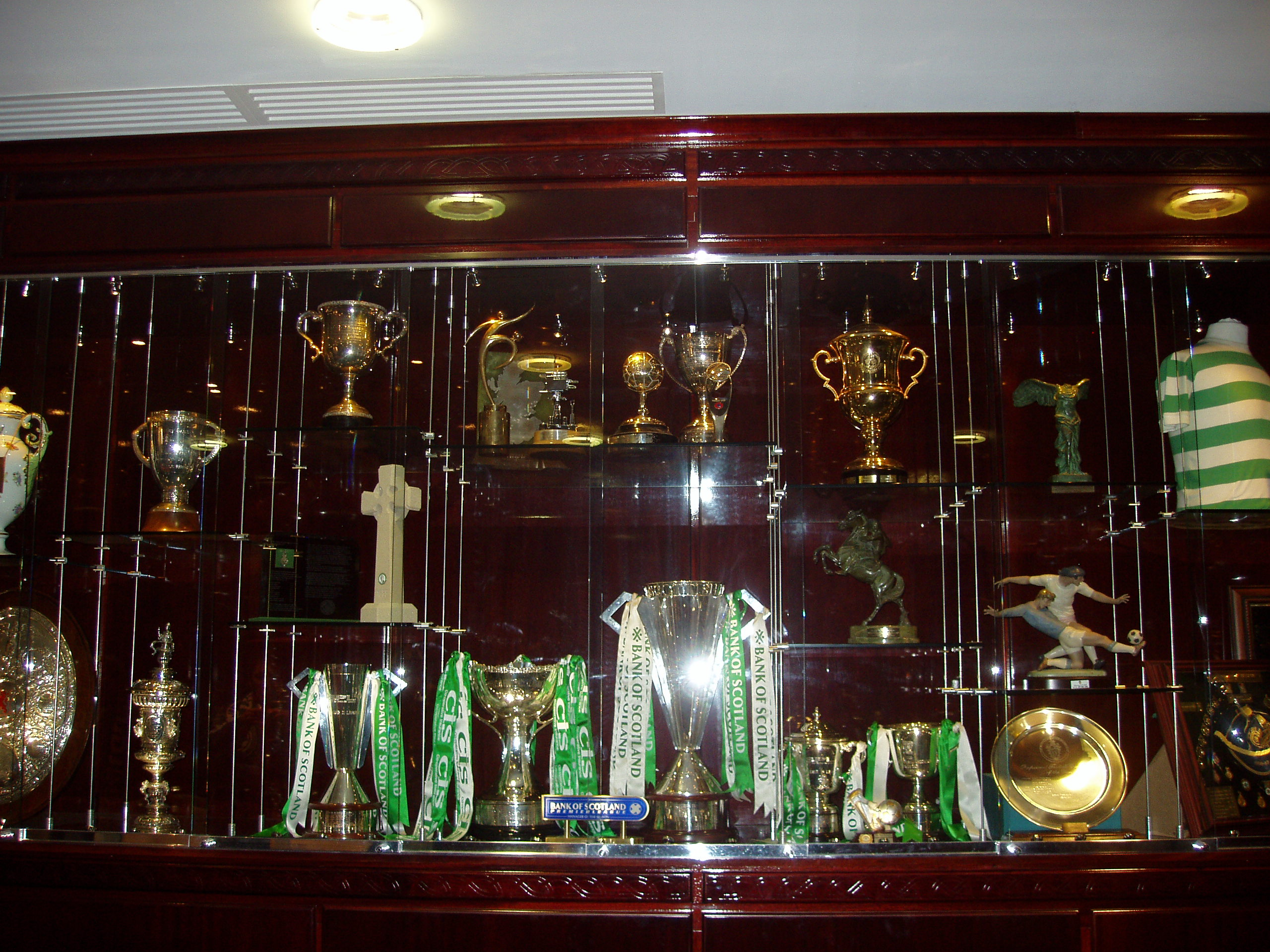
Trofeus a Celtic Park

  - 1893, 1894, 1896, 1898, 1905, 1906, 1907, 1908, 1909, 1910, 1914, 1915, 1916, 1917, 1919, 1922, 1926, 1936, 1938, 1954, 1966, 1967, 1968, 1969, 1970, 1971, 1972, 1973, 1974, 1977, 1979, 1981, 1982, 1986, 1988, 1998, 2001, 2002, 2004, 2006, 2007, 2008, 2012, 2013, 2014, 2015, 2016, 2017, 2018, 2019, 2020, 2022, 2023, 2024, 2025.
- Copes d'Escòcia (40)
  - 1892, 1899, 1900, 1904, 1907, 1908, 1911, 1912, 1914, 1923, 1925, 1927, 1931, 1933, 1937, 1951, 1954, 1965, 1967, 1969, 1971, 1972, 1974, 1975, 1977, 1980, 1985, 1988, 1989, 1995, 2001, 2004, 2005, 2007, 2011, 2013, 2017, 2018, 2019, 2020.
- Copes de la Lliga d'Escòcia (20)
  - 1957, 1958, 1966, 1967, 1968, 1969, 1970, 1975, 1983, 1998, 2000, 2001, 2006, 2009, 2015, 2017, 2018, 2019, 2020, 2022.
- Copa d'Europa (1)
  - 1967.
- Wembley Cup (1)
  - 2009.

## Premis individuals a jugadors
- Botes d'Or (1): 
  - Henrik Larsson (2001).